# Kostroma (race bovine)
La kostroma est une race bovine originaire de Russie.
La kostroma est sélectionnée dès le début du XXe siècle dans la région de Kostroma dans la Haute-Volga. Elle est issue de races locales améliorées avec des taureaux brown swiss, allgäu ou ayrshire. Elle ressemble à la brown swiss, mais avec la tête et le corps plus longs et le front plus bas. Son lait peut servir à la fabrication du fromage de Kostroma. 

## Origine
Deux troupeaux de vaches locales sont à la base de cette race, celui du domaine de la famille Babaïev et celui du domaine des Miskov. Le premier est amélioré à la fin du XIXe siècle avec des taureaux allgäu, d'Allemagne méridionale, puis en 1912 avec des brown swiss. Dans les années 1920, la sélection se poursuit dans les fermes d'État sur la base du troupeau anciennement du domaine des Miskov des races de Yaroslavl, de Kholmogory auxquelles on croise la race ayrshire, le tout sous la direction des zoogénéticiens Stanislav Steyman, Vaguinak Chahoumian et Nikolaï Gorski, puis les deux sont améliorés ensemble, notamment à la station de Karavaïevo. La race est reconnue le 27 novembre 1944. Elle se répand dans les oblasts d'Ivanovo et de Vladimir, Vitebsk et Moguilev, ainsi qu'au Tatarstan. Elle est encore améliorée avec la brown swiss. Il y avait 838 000 têtes en 1980.

## Description
La kostroma est caractérisée par une constitution robuste, une grande résistance et une bonne production laitière, les meilleures vaches atteignant entre 9 300 et 10 750 litres par an. Elle est plus lourde que la brown swiss, dont elle partage la couleur, présente un dos plus large, est plus longue. Elle a également la tête plus longue et le front plus étroit. C'est aussi une bonne race bouchère, avec 500 kg à l'âge de deux ans.